# Robin Schoenaker
Robin Schoenaker (* 23. August 1995 in Arnhem) ist ein niederländischer Handballspieler.

## Karriere

### Im Verein
Robin Schoenaker spielte zunächst für AHV Swift und DFS Arnhem, bis er 2018 nach Belgien zu Sporting Pelt wechselte. Im Februar 2021 wurde er für die restliche Saison an den deutschen Drittligisten HSG Krefeld ausgeliehen. Nachdem die Spielzeit wegen der COVID-19-Pandemie ab November 2020 ausgesetzt worden war, spielte er auf Leihbasis mit Krefeld in der Aufstiegsrunde um den Aufstieg in die 2. Bundesliga, was ihnen jedoch nicht gelang.

### In Auswahlmannschaften
Mit der Junioren-Nationalmannschaft der Niederlande nahm er an der U21-Weltmeisterschaft 2015 teil und belegte den 19. Platz.
Im April 2019 gab er sein Debüt für die A-Nationalmannschaft gegen Slowenien. Mit den Niederlanden belegte er bei der Europameisterschaft 2020 den 17. Platz und bei der Europameisterschaft 2022 den 10. Platz. 2023 stand er im Kader für die Weltmeisterschaft und belegte dort den 14. Platz. Er stand im Kader für die Europameisterschaft 2024 und belegte mit den Niederlanden den 12. Platz. Bei der Weltmeisterschaft 2025 bestritt er sechs Spiele und belegte mit dem Team den 12. Platz.